# 부은사
부은사(父恩寺)는 경상남도 밀양시 삼랑진읍 안태리 천태산에 있는 한국불교태고종 소속의 사찰이다. 예부터 부은암(父恩庵), 부암(父菴), 부암사(父菴寺) 등으로 불렸으며, 원효대사와 사명대사가 수도 정진하였다고 전해져 오는 마고석굴이 있다. 김해시 생림면 무척산의 모은암(母恩庵), 진영읍 봉하마을 자암산의 자암(子庵)과 함께 해동 제일 보은 도량이다.

## 유래
가락국 수로왕이 부은암을 창건하였다고 전하기도 하나, 세자 거등왕이 장유국사의 뜻을 받아 수로왕의 은혜에 보답하기 위하여 창건하였다는 설을 정설로 본다. 하지만 유구한 세월이 지나 자세한 창건 연대는 알 수 없다. 현재 부은사는 사지(본래 절터) 아래에 복원된 사찰이다.

## 문화재
- 부은사 석조 아미타불 좌상 :  시도유형문화재(경상남도) 제467호로 지정돼 있다.